# Ischnura maroccana
Ischnura maroccana är en trollsländeart som beskrevs av Hermann Julius Kolbe 1884. Ischnura maroccana ingår i släktet Ischnura och familjen dammflicksländor. Inga underarter finns listade i Catalogue of Life.